# ラムハ県
ラムハ県（ラムハけん、ベトナム語：Huyện Lâm Hà / 縣林河?）は、ベトナム社会主義共和国ラムドン省の県。面積は979.52 km²、人口は143,394人（2018年）である。

## 行政区画
2市鎮14社から構成される。